# Who’d Have Known
Who’d Have Known – piąty singel brytyjskiej wokalistki popowej Lily Allen z jej drugiego albumu studyjnego zatytułowanego It’s Not Me, It’s You. Autorami tekstu piosenki są Lily Allen, Gary Barlow, Howard Donald, Greg Kurstin, Jason Orange, Mark Owen oraz Steve Robson. 30 listopada 2009 roku utwór został wydany przez wytwórnię Regal Recordings. Nakręcono do niego także teledysk, którego reżyserią zajął się James Caddick. Gościnnie w teledysku pojawił się Elton John. Singel notowany był na listach przebojów w Australii i Wielkiej Brytanii. Sample utworu zostały wykorzystane w singlu amerykańskiego piosenkarza T-Paina „5 O’Clock”.

## Lista utworów
- UK CD Single (Cardsleeve)[3]

1. „Who’d Have Known” – 3:51
2. „Who’d Have Known” (Instrumental) – 3:48

- EU / UK Promo (Standard Case)

1. „Who’d Have Known” – 3:51
2. „Who’d Have Known” (Instrumental) – 3:48

- Digital Download[4]

1. „Who’d Have Known” – 3:48
2. „Who’d Have Known” (Instrumental) – 3:51
3. „The Fear” (Death Metal Disco Scene Vocal Remix) – 5:42

## Notowania
| Lista (2009)             | Najwyższa pozycja |
| ------------------------ | ----------------- |
| Australian Singles Chart | 54                |
| UK Singles Chart         | 39                |